# Celia Abad Rodríguez
Celia Abad Rodríguez (Huesca, 24 de octubre de 2000) es una esquiadora alpina de élite española. En 2021 se proclamó Campeona de España de Esquí Alpino en la disciplina de Súper Gigante.

## Biografía
Celia Abad Rodríguez es hija de los esquiadores Ricardo Abad e Isabel Rodríguez. Con cuatro años de edad comenzó a esquiar en la estación de Formigal. Estudió en el Colegio San Viator de Huesca y a los siete años entraría a formar parte del equipo del Club Formigal para más tarde formar parte del equipo de tecnificación. A los once años en 2012 comienza la competición con la federación en los Campeonatos de España. A los catorce años en 2015 se mudó a Jaca donde se matricularía en las Escuelas Pías. En 2016 con quince años lograría sus primeros puestos en competiciones. El Trofeo Villa de Sallent y el Trofeo Panticosa. Además de comenzar a competir internacionalmente, en Noruega en la estación de Geilo, disciplina Súper Gigante. En diciembre de 2018, con dieciocho años, esquiando en Italia en la estación de Valtournenche, tuvo una lesión de rodilla que la apartó de la competición. Pasó dos veces por quirófano y estuvo doce meses apartada de la competición, volviendo a esquiar en diciembre de 2019 en el Trofeo Blanca Fernández Ochoa que tuvo lugar en Baqueira. Con diecinueve años en 2020 se hizo con el Trofeo Francesc Viladomat. A la edad de veinte años ganó el Campeonato de España Absoluto en Súper Gigante en abril de 2021 que tuvo lugar en Sierra Nevada. Desde ese momento se trasladó a Italia, para trabajar en la Copa de Europa, compitiendo principalmente en Italia.
Es especialista de velocidad,  por lo que Descenso y Súper Gigante son sus mejores disciplinas para competir.
Estudia Farmacia en la Universidad del País Vasco en Vitoria.

## Patrocinadores
Celia Abad compite con material de Fischer

## Logros deportivos

### Nacional
Hasta julio de 2022 en el circuito Nacional,  ha competido en 137 ocasiones.  53 veces ha quedado entre las primeras 10 clasificadas.  20 veces ha quedado entre las primeras 3 clasificadas,  con 9 primeros puestos,  4 segundos puestos y 7 terceras posiciones. Sus mejores logros en el circuito nacional son
| Fecha      | Evento                                                         | Disciplina | Lugar           | Posición |
| ---------- | -------------------------------------------------------------- | ---------- | --------------- | -------- |
| 12/04/2021 | CAMPEONATOS ESPAÑA ABSOLUTOS SG                                | SG         | Sierra Nevada   | 1        |
| 08/03/2020 | 14º Trofeo Francesc Viladomat                                  | SL         | Pas             | 1        |
| 13/03/2016 | XV Trofeo Panticosa de Equí Alpino U14.U16 ( Damas U16 SL-II ) | SL         | Panticosa       | 1        |
| 12/03/2016 | XV Trofeo Panticosa de Equí Alpino U14.U16 ( Damas U16 SL-I )  | SL         | Panticosa       | 1        |
| 21/02/2016 | Trofeo Villa de Sallent U16                                    | GS         | Formigal        | 1        |
| 13/02/2016 | Pruebas de Velocidad U16 SG I                                  | SG         | Boí Taüll       | 1        |
| 30/01/2016 | Trofeo CESVA Astún U14.U16                                     | SL         | Astún           | 1        |
| 29/03/2014 | VI Trofeo Infantil Astún Mayencos                              | GS         | Astún           | 1        |
| 08/02/2014 | Trofeo Villa de Sallent-Ctos. de Aragón U14-U16                | GS         | Formigal        | 1        |
| 28/03/2021 | 25è Top CAEI /Ctos. de España U21/18                           | GS         | Espot           | 2        |
| 14/02/2016 | Pruebas de Velocidad U16 SG II                                 | SG         | Boí Taüll       | 2        |
| 22/11/2015 | APERTURA COPA ESPAÑA AUDI U16/14                               | PAR        | Snowzone-Xanadu | 2        |
| 09/02/2014 | Trofeo Villa de Sallent-Ctos. de Aragón U14-U16                | SL         | Formigal        | 2        |
| 21/12/2019 | I Trofeo Blanca Fdez-Ochoa                                     | SL         | Baqueira Beret  | 3        |
| 05/03/2016 | COPA DE ESPAÑA U14-U16 FASE I ( Damas U16 Slalom)              | SL         | Sierra Nevada   | 3        |
| 15/03/2015 | Trofeo Villa de Sallent U-14.U-16                              | SL         | Formigal        | 3        |
| 08/03/2015 | Trofeo Panticosa U-14.U-16 SL-II                               | SL         | Panticosa       | 3        |
| 07/03/2015 | Trofeo Panticosa U-14.U-16                                     | SL         | Panticosa       | 3        |
| 02/02/2014 | 1ª Fase COPA DE ESPAÑA Audi quattro cup U-14 (Inf.I)           | SL         | Candanchú       | 3        |
| 24/03/2013 | Trofeo Villa de Sallent                                        | SL         | Formigal        | 3        |

Acrónimos:  SL Slalom,  GS Gigante,  SG Súper Gigante. 

### Campeonato de España.
Celia Abad Rodríguez fue Campeona de España en Súper Gigante en 2021,  en la estación de Sierra Nevada siendo 1 segundo más rápida que sus compañeras Ana Esteve y Nuria Pau entre un total de 25 participantes. 

### Internacional
Hasta julio de 2022, en el circuito internacional, ha participado en 156 competiciones. Se ha clasificado 55 veces entre las 10 primeras.  Ha conseguido clasificarse 26 veces entre las 3 primeras.  Ha conseguido 9 primeros puestos.  8 veces ha quedado en segunda posición y 9 veces como tercera clasificada.
Sus mejores posiciones en el circuito internacional son:
| Fecha      | Lugar                | País | Campeonato                    | Disciplina      | Clasificación |
| ---------- | -------------------- | ---- | ----------------------------- | --------------- | ------------- |
| 16-01-2023 | Lake Placid          | USA  | World University Games Winter | Alpine Combined | 1             |
| 14-01-2023 | Lake Placid          | USA  | World University Games Winter | Super-G         | 3             |
| 25-01-2022 | Passo San Pellegrino | ITA  | CIT Arnold Lunn World Cup     | Downhill        | 1             |
| 11-12-2021 | Alpe Cermis          | ITA  | CIT                           | Giant Slalom    | 1             |
| 01-04-2021 | Soldeu-El Tarter     | AND  | National Championships        | Giant Slalom    | 1             |
| 12-03-2021 | San Pellegrino       | ITA  | CIT                           | Alpine combined | 1             |
| 22-12-2020 | Alleghe              | ITA  | CIT                           | Slalom          | 1             |
| 17-01-2020 | Pyrenees 2000        | FRA  | CIT                           | Giant Slalom    | 1             |
| 16-01-2020 | Pyrenees 2000        | FRA  | CIT                           | Slalom          | 1             |
| 22-03-2018 | Saint Lary           | FRA  | FIS                           | Giant Slalom    | 1             |
| 18-03-2017 | Peyragudes           | FRA  | FIS                           | Giant Slalom    | 1             |

Acrónimos:  ITA Italia,  FRA Francia,  AND Andorra, USA Estados Unidos de América.